# HK Spišská Nová Ves
HK Spišská Nová Ves je slovenský hokejový klub města Spišská Nová Ves, který aktuálně hraje v nejvyšší hokejové soutěži na Slovensku – v Tipos extralize.

## Historie
Klub patří k nejstarším hokejovým klubům na Slovensku. V roce 1934 vznikl jako hokejový klub AC Spišská Nová Ves. V roce 1942 hokej v Spišské Nové Vsi stagnoval (špatné povětrnostní podmínky, poměry během druhé světové války).
Před rokem 1973 se tým účastnil pouze oblastních či krajských soutěží. 18. prosince 1972 byl předán k užívání zimní stadion v Spišské Nové Vsi. Od té doby byla Spišská Nová Ves pravidelným účastníkem 1. slovenské národní hokejové ligy. Nejvyšší slovenskou soutěž hrál klub i po rozdělení Československa, prakticky nepřetržitě až do roku 2000. Od sestupu v sezóně 1990/00 hraje tým pravidelně 1. hokejovou ligu SR, do extraligy se dokázal probojovat dvakrát, vždy jen na jedinou sezónu (2002/03 a 2009/10).

### Názvy klubu od jeho vzniku
- 1932 – AC Spišská Nová Ves
- 1950 – Lokomotíva Spišská Nová Ves
- 1964 – Lokomotíva-Bane Spišská Nová Ves
- 1973 – Železničiar-Stavbár Spišská Nová Ves
- 1982 – Geológ-Stavbár Spišská Nová Ves
- 1988 – Štart Spišská Nová Ves
- 1992 – HK VTJ Spišská Nová Ves
- 2002 – HK Spišská Nová Ves
- 2009 – HK Noves okná Spišská Nová Ves
- 2010 – HK Spišská Nová Ves
- 2022 – HK GROTTO Spišská Nová Ves [3]
- 2023 – HK Spišská Nová Ves